# Anyphops basutus
Anyphops basutus är en spindelart som först beskrevs av Pocock 1901.  Anyphops basutus ingår i släktet Anyphops och familjen Selenopidae.
Artens utbredningsområde är Lesotho. Inga underarter finns listade i Catalogue of Life.